# Petersburger Erklärung
Die Petersburger Erklärung, auch Petersburger Konvention, vom 11. Dezember 1868 ist ein völkerrechtlicher Vertrag über ein Verbot von explosiven Projektilen mit einem Gewicht von unter 400 Gramm. Die Initiative zum Abschluss der Konvention ging vom russischen Zaren Alexander II. aus. Mit der Petersburger Erklärung kam es erstmals in der Militär- und Rechtsgeschichte zu einer vertraglich festgelegten Beschränkung bei der Wahl der Mittel zur Kriegführung.

## Juristische und geschichtliche Bedeutung
Hintergrund der Initiative von Alexander II. war die 1863 erfolgte Entwicklung von Geschossen durch russische Militärtechniker, die beim Kontakt mit einer harten Oberfläche explodieren. Vier Jahre später wurde diese ursprünglich zur Bekämpfung von Munitionstransporten vorgesehene Technologie so modifiziert, dass eine Explosion bereits beim Auftreffen auf weichere Strukturen erfolgte. Da ein gezielter oder versehentlicher Einsatz dieser kleineren Sprenggeschosse gegen Personen zu schweren Verwundungen führen würde, schlug die russische Regierung einen Verzicht der internationalen Staatengemeinschaft auf diese Munition vor. Auf Einladung Russlands kam es am 11. Dezember 1868 in Sankt Petersburg zu einem Kongress mit Vertretern sämtlicher europäischer Staaten und Nordamerikas, in dessen Rahmen die „Erklärung betreffend Nichtanwendung der Sprenggeschosse im Kriege“ von Österreich-Ungarn, dem Königreich Bayern, Belgien, Dänemark, dem Französischen Kaiserreich, dem Königreich Griechenland, dem Königreich Italien, den Niederlanden, Persien, dem Königreich Portugal, dem Königreich Preußen und dem Norddeutschen Bund, dem Russischen Kaiserreich, der Personalunion aus Schweden und Norwegen, der Schweiz, dem Osmanischen Reich, dem Vereinigten Königreich Großbritannien und Irland und dem Königreich Württemberg unterzeichnet und verabschiedet wurde. Das Großherzogtum Baden und das Kaiserreich Brasilien wurden im folgenden Jahr Vertragspartei, Estland im Jahr 1991.
Das durch die Petersburger Erklärung erstmals vertraglich formulierte Prinzip, dass es bei der Wahl der Mittel zur Kriegführung Beschränkungen gibt und dass der Einsatz von Waffen, die unnötiges Leid verursachen, verboten ist, wurde später in weiteren völkerrechtlichen Verträgen ausgeweitet und präzisiert. Zu den wichtigsten zählen dabei die Haager Landkriegsordnung und einige andere der Haager Abkommen von 1899 und 1907, das Genfer Protokoll von 1925 „über das Verbot der Verwendung von erstickenden, giftigen oder ähnlichen Gasen sowie von bakteriologischen Mitteln im Kriege“, die Zusatzprotokolle von 1977 zu den Genfer Konventionen, die „Konvention über das Verbot oder die Beschränkung des Einsatzes bestimmter konventioneller Waffen, die übermäßige Leiden verursachen oder unterschiedslos wirken können“ von 1980 mit ihren Zusatzprotokollen, die Chemiewaffenkonvention von 1993 und die Ottawa-Konvention von 1997 gegen den Einsatz und die Herstellung von Antipersonenminen. Das Verbot des Einsatzes von Waffen und Methoden der Kriegführung, die unnötiges Leid verursachen, gilt darüber hinaus seit Jahrzehnten als Völkergewohnheitsrecht.